# Coryphantha pallida subsp. pseudoradians
Coryphantha pallida subsp. pseudoradians ist eine Unterart der Pflanzenart Coryphantha pallida in der Gattung Coryphantha aus der Familie der Kakteengewächse (Cactaceae). Das Artepitheton pseudoradians leitet sich vom griechischen Wort pseudo für ‚falsch‘ ab und verweist auf die Ähnlichkeit mit Coryphantha radians.

## Beschreibung
Coryphantha pallida subsp. pseudoradians wächst einzeln oder bildet Gruppen. Die kugelförmigen bis etwas verkehrt eiförmigen, glauk-graugrünen Triebe erreichen Durchmesser von 8 bis 10 Zentimeter. Die bis zu 10 Millimeter langen, etwas voneinander entfernt stehenden Warzen sind verkehrt eiförmig und an ihrer Basis rhomboid. Die anfangs bewollten Axillen sind später kahl. Mitteldornen werden meist nicht ausgebildet. Selten sind ein bis zwei vorhanden. Sie ähneln dann den Randdornen. Die 13 bis 15 gelblichen bis bräunlichen Randdornen sind schlank, etwas zurückgebogen und weisen Längen von bis zu 1 Zentimeter auf. Einige von ihnen sind ausstrahlend, wenige aufwärts gerichtet.
Die gelben Blüten erreichen Längen von bis zu 3 Zentimeter und Durchmesser von bis zu 7 Zentimeter. Über die Früchte ist nichts bekannt.

## Verbreitung und Systematik
Coryphantha pallida subsp. pseudoradians ist im mexikanischen Bundesstaat Oaxaca verbreitet.
Die Erstbeschreibung als Coryphantha pseudoradians durch Helia Bravo Hollis wurde 1954 veröffentlicht. Leonardo Ulises Guzmán Cruz und Balbina Vázquez-Benítez stellten die Art 2003 als Unterart zur Art Coryphantha pallida. Ein nomenklatorisches Synonym ist Coryphantha radians var. pseudoradians (Bravo) Bravo (1982).

## Nachweise